# تنمية مفرطة
في الاقتصاد الدولي، يشير النمو المفرط إلى طريقة لرؤية عدم المساواة والتلوث العالمي الذي يركز على النتائج السلبية للاستهلاك المفرط. وهو موجود باعتباره النظير التأسيسي المتبادل للمفهوم الأكثر شيوعًا «التخلف».
في نظرية التنمية السائدة، يُنظر إلى وجود الدول أو المناطق أو الثقافات «المتخلفة» على أنها مشكلة تحتاج إلى حل. تعتبر الدول والمناطق والثقافات والأشخاص «متخلفين» من حيث أنهم لا يلتزمون بالمُثُل الأوروبية المركزية للعقلانية والتقدم والحداثة المرتبطة بالتنوير. في المقابل، يحول إطار التنمية المفرطة التركيز إلى البلدان «المتقدمة» في شمال الكرة الأرضية، ويطرح أسئلة حول سبب عدم اعتبار الاستهلاك المفرط بين الأثرياء أيضًا في المقام الأول قضية تنمية. من خلال التساؤل حول كيف ولماذا يتم إنتاج التنمية غير المتكافئة في العالم، يمكن للمرء تقييم دور ومسؤولية الشمال العالمي باعتباره «مفرط التطور» في إنتاج عدم المساواة العالمية. وفقًا لاستطلاعات مختلفة، يبدو أن الاستهلاك لا يجعل الناس سعداء بشكل ملحوظ، بل يزيد من البصمة البيئية للغرب.

## الأصول
نشر ليوبولد كوهر The Overdeveloped Nations: The Diseconomies Of Scale في عام 1977. يتميز الإفراط في التطوير بالاستهلاك المفرط.

## الإنتاجية المضادة
يصف إيڤان إيليتش عملية مشابهة تقوم من خلالها الصناعة بتطوير تقنية تتجاوز نقطة الفائدة، لدرجة أن جهود الصناعة تخرب بشكل فعال أهدافها المعلنة. وهكذا، وفقًا لإيليتش، فإن التدريس المكثف يسبب الغباء، والنقل عالي السرعة يشل الحركة، والمستشفيات تقتل، من بين أمور أخرى. يعتقد إيليش أنه بعد هذه العتبة الحرجة، أدى منتج الصناعة إلى حرمان الناس من قدرتهم الأصلية على العيش والتعلم والحركة والشفاء بشكل مستقل، مما يجعلهم أكثر جهلًا وعزلة ومرضًا مما لو لم تتجاوز الصناعة عتبة التنمية المفرطة. يظهر الاضمحلال في الحالة البشرية لأن في ظل التطور الصناعي المفرط، «يتم تدريب الناس على الاستهلاك بدلاً من العمل، وفي نفس الوقت يتم تضييق نطاق عملهم». أُطلق على الإنتاجية المضادة اسم «ربما أكثر مساهمات إيليتش أصالة».

## الآثار البيئية
يتسبب الاستهلاك المفرط في آثار بيئية سلبية في كلا المناطق «المتطورة» و«المتخلفة». «تشير النتائج إلى وجود اختلافات كبيرة بين دول العالم في نوعية استهلاك الحياة لمواطنيها. باستخدام مؤشر التنمية البشرية، الذي يتكون من طول العمر والمعرفة ومستوى المعيشة، تكشف البيانات أن الحياة تزداد سوءًا من الغرب إلى الشرق، مع أسوأ الظروف في جنوب آسيا وأفريقيا جنوب الصحراء. بالإضافة إلى ذلك، تُظهر تقديرات الأضرار البيئية، كما حددها مركب EDI الذي تم تطويره خصيصًا لهذا التحقيق، أن الدول الأكثر ثراءً تخلق تدهورًا بيئيًا يتوافق مع أنماط استهلاكها الأعلى بدلاً من أرقامها المطلقة.» 

### ما بعد الاستعمار
يمكن القول إن إرث الاستعمار يلعب دورًا في سبب عدم مراعاة التطور المفرط إلى حد كبير بسبب «التركيز شبه الحصري على التخلف والعالم المتخلف الذي ميز دراسات التنمية والتخصصات المرتبطة بها للاحتياجات بالغة الطول».
تهدف أعمال التنمية السائدة إلى مكافحة الفقر والمرض والأزمات في المناطق «المتخلفة». هذا الشعور «بالمسؤولية الحضرية عن المعاناة الإنسانية البعيدة» يذكرنا بالحركات الإمبريالية والاستعمارية من أوروبا وأمريكا الشمالية لأنها «أصبحت متشابكة داخل شبكات التبادل والاستغلال العالمية في أواخر القرن الثامن عشر وأوائل القرن التاسع عشر». هذه العقلية الاستعمارية تؤطر التثبيت مع شمال الكرة الأرضية لمساعدة «الآخرين البعيدين». يمكن مواجهة هذا الرأي باهتمام متساوٍ بمشاكل «التطور المفرط» والعالم المتطور.

### ماركسي
يجادل العمل الماركسي بأن تأثير الرأسمالية العالمية هو إنتاج عدم المساواة. هنالك وجهان للرأسمالية هما التخلف الذي يحدث في "العالم الثالث" والتطور المفرط الذي يحدث في أوروبا وأمريكا الشمالية. استهلاك السلع يقود الشكل المفرط التطور للرأسمالية في شمال الكرة الأرضية. "كل ما نأكله ونشربه الآن، ونرتديه ونستخدمه، ونستمع إليه ونسمع، ونشاهد ونتعلم يأتي إلينا في شكل سلعة ويتشكل من خلال تقسيمات العمل، والسعي وراء منافذ المنتج والتطور العام للخطابات والأيديولوجيات مبادئ الرأسمالية. "السببية الدائرية والتراكمية داخل الاقتصاد تضمن بعد ذلك أن المناطق الغنية برأس المال تميل إلى النمو أكثر ثراءً بينما تزداد المناطق الفقيرة فقرًا".

## استجابات
ردود الفعل على التنمية المفرطة تشمل حركة تراجع النمو والتنمية المستدامة، ومكافحة التنمية وغيرها من حركات المقاومة المحلية أو الأصلية. إحدى هذه الطرق التي يتم وضعها في مناطق مختلفة حول العالم هي تحديد عدد السكان.
غالبًا ما يكون لحركات السكان الأصليين، مثل حركة ألوها آينا وجيش زاباتيستا لحركة التحرير الوطني، مفاهيمهم الخاصة عن التنمية والتطور المفرط والاستدامة. تتداخل إصداراتهم من هذه المفاهيم مع تلك الخاصة بالنشاط البيئي، ولكنها تختلف في العديد من النواحي المهمة.

## روابط خارجية
- التنمية الدولية: هل هناك نموذج يحتذى به؟ بواسطة د.محمد عمر فاروق
- اجعل ثراء التاريخ